# Edt (Gemeinde Gutau)
Edt ist eine Rotte in der Marktgemeinde Gutau im Bezirk Freistadt in Oberösterreich.

## Geographie
Die Siedlung gehört zur Ortschaft Tannbach, zur Katastralgemeinde Gutau und zum Zählsprengel Gutau-Markt. Edt liegt im Aist-Naarn-Kuppenland und im Einzugsgebiet des Tannbachs.

## Geschichte
Die erste urkundliche Erwähnung der Ortschaft erfolgte möglicherweise bereits 1334 im Urbar des Bistums Regensburg, der erste sichere Beleg stammt aus dem Jahr 1591 im Urbar von Schloss Weinberg.

## Kultur und Sehenswürdigkeiten

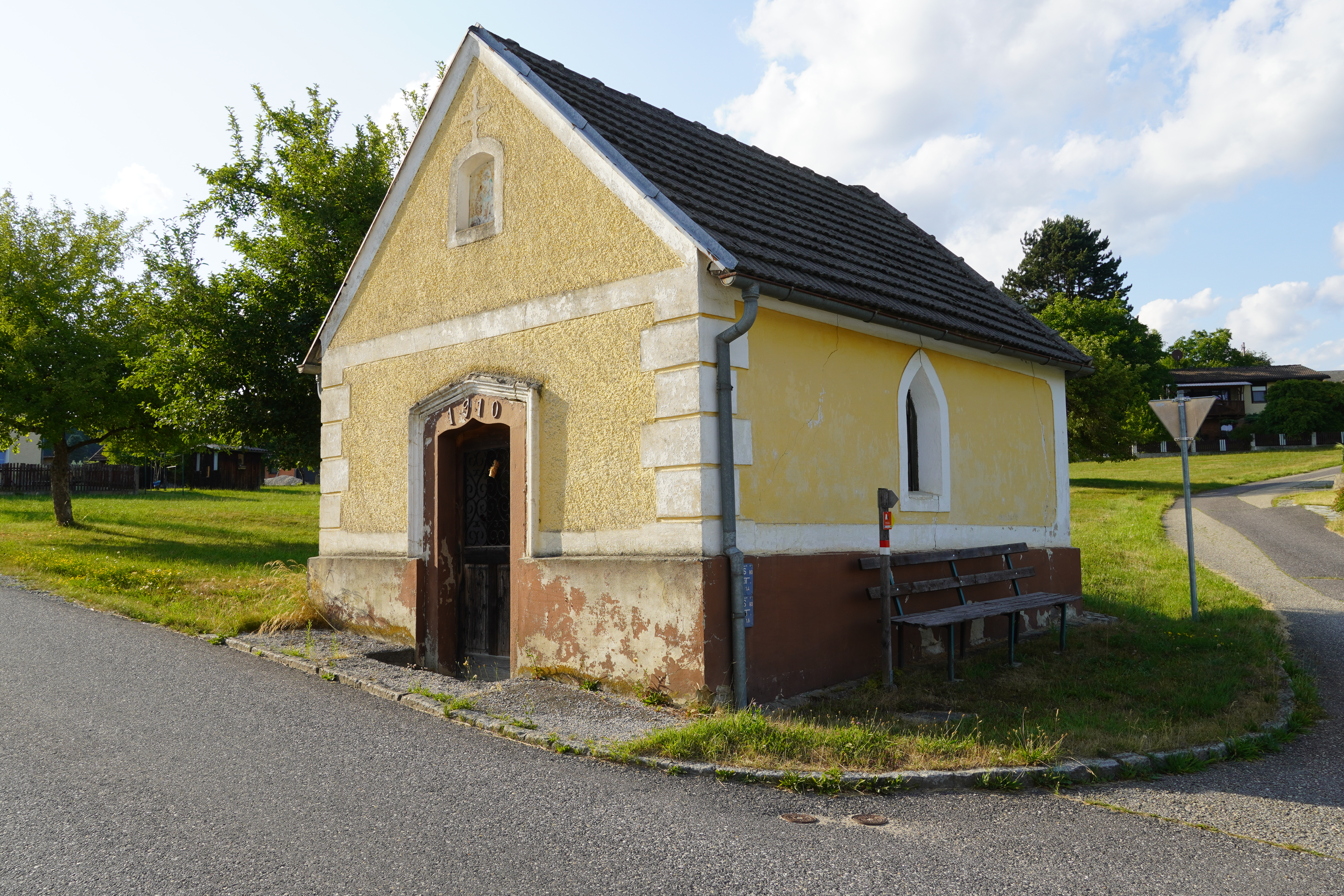
Giebelkapelle in Edt

Der Bildstock beim Haus Tannbach Nr. 43 steht unter Denkmalschutz. Es handelt sich um einen gotischen Tabernakelpfeiler, der mit der Jahreszahl 1496 bezeichnet ist und Wappenbilder auf seinem Schaft aufweist. Die Darstellung der Dreifaltigkeit in einer Bildnische des Pfeilers ist jüngeren Datums. Beim Haus Tannbach Nr. 29 steht eine Giebelkapelle, die mit der Jahreszahl 1910 versehen ist.
Der 215 Kilometer lange Weitwanderweg Burgen- und Schlösserweg führt durch Edt, ebenso der 39,9 Kilometer lange, leichte Rundwanderweg Färberrunde Nr. 912.

## Verkehr

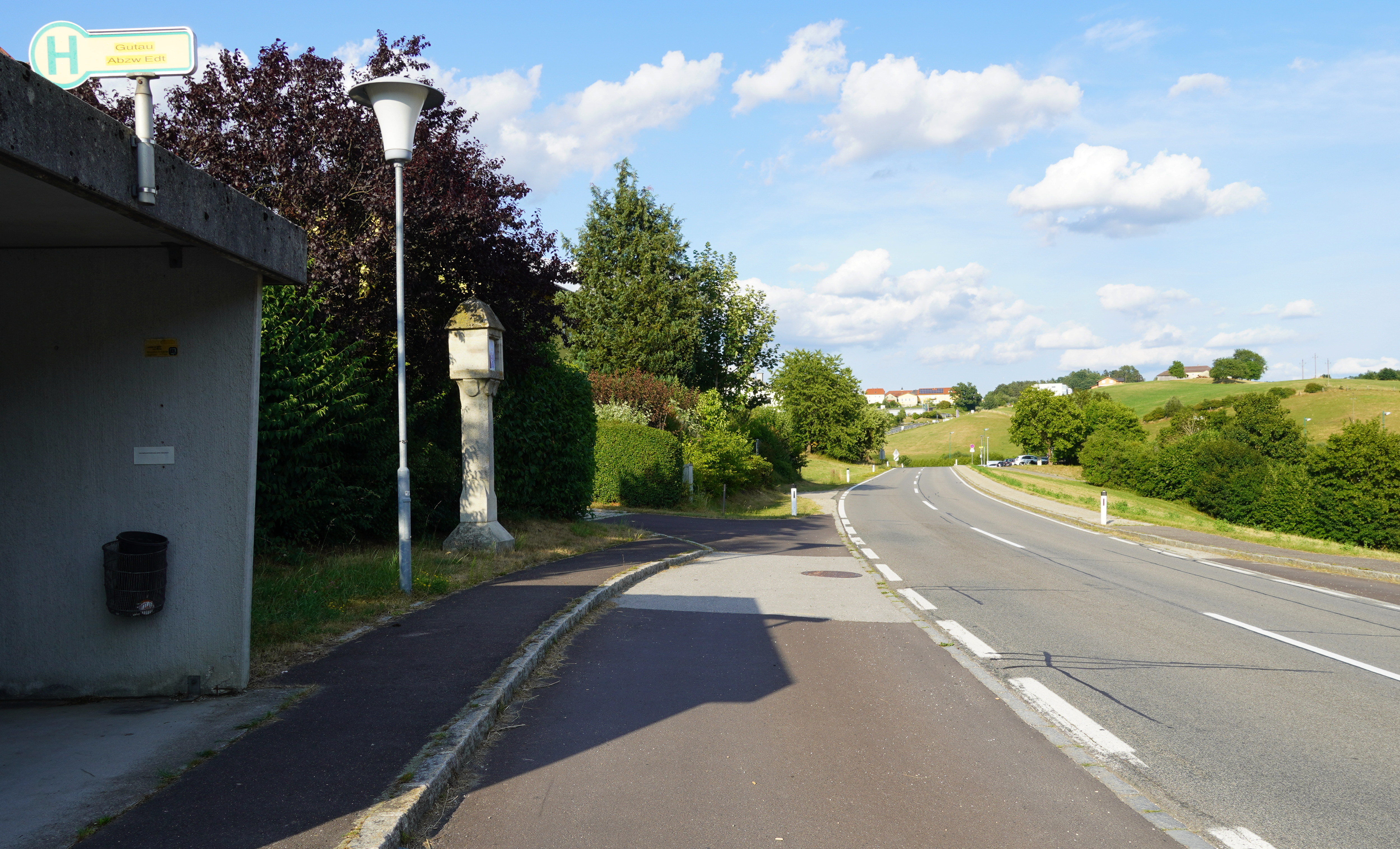
Bushaltestelle Gutau Abzw Edt und denkmalgeschützter Bildstock

Am südlichen Ortsrand verläuft die Landesstraße L1472 (Gutauer Straße). Es gibt eine Haltestelle Gutau Abzw Edt des Regionalbusverkehrs.